# Tylomyinae
Tylomyinae é uma subfamília de roedores sul-americanos pouco conhecida.

## Classificação
- Subfamília Tylomyinae Reig, 1984
  - Tribo Nyctomyini Musser & Carleton, 2005
    - Gênero Otonyctomys Anthony, 1932
    - Gênero Nyctomys Saussure, 1860

  - Tribo Tylomyini Reig, 1984
    - Gênero Tylomys Peters, 1866
    - Gênero Ototylomys Merriam, 1901